# خرپتووتسه
خرپتووتسه (به لهستانی:  Chreptowce) یک روستا در لهستان است که در گمینا کوژنگتسا واقع شده‌است.